# سكروج
سكروج هو فيلم من نوع مقتبس ‏ وفنتازيا وعيد الميلاد ‏ وموسيقي أُصدر في 1970. الفيلم من إنتاج Cinema Center Films ‏، ومن توزيع National General Pictures ‏، وهو من إخراج رونالد نيوم، أما السيناريو فكان من كتابة Leslie Bricusse ‏. الفيلم مقتبسٌ من ترنيمة عيد الميلاد من تأليف تشارلز ديكنز.

## القصة
تقع أحداث الفيلم في لندن وإنجلترا.

## طاقم التمثيل
- أليك غينيس
- لورانس نايسميث
- ألبرت فيني
- إديث إيفانز
- ديفيد كولينغز
- كاى والش
- كينيث مور
- روي كينير
- جوردون جاكسون

## الإنتاج
موسيقى الفيلم التصويرية كانت من تأليف Leslie Bricusse ‏.

## وصلات خارجية
- سكروج على موقع IMDb (الإنجليزية)
- سكروج على موقع ميتاكريتيك (الإنجليزية)
- سكروج على موقع روتن توميتوز (الإنجليزية)
- سكروج على موقع نتفليكس (الإنجليزية)
- سكروج على موقع ألو سيني (الفرنسية)
- سكروج على موقع Turner Classic Movies (الإنجليزية)
- سكروج على موقع أول موفي (الإنجليزية)
- سكروج على موقع بوكس أوفيس موجو (الإنجليزية)
- سكروج على موقع فيلمافينيتي (الإسبانية)
- سكروج على موقع قاعدة بيانات الأفلام السويدية (السويدية)